# Nangur-Nationalpark
Der Nangur-Nationalpark (englisch Nangur National Park) ist ein 19 Quadratkilometer großer Nationalpark in Queensland, Australien.

## Lage
Er liegt in der Region Wide Bay-Burnett und befindet sich 180 km nordwestlich von Brisbane und 125 Kilometer südwestlich von Hervey Bay. Erreicht werden kann der Park, indem man 2 Kilometer nördlich von Goomeri von Burnett Highway Richtung Westen abzweigt. Nach 9 Kilometern erreicht man den Nationalpark. Im Park gibt es keine Besuchereinrichtungen.
In der Nachbarschaft liegen die Nationalparks Woroon, Grongah, Mudlo und Cherbourg.

## Flora und Fauna
Mit über 450 Meter Höhe liegt die höchste Erhebung im Park etwa 200 Meter über dem Umland. In den Wälder aus Neuguinea-Araukarien (engl.: Hoop Pines) und subtropischem Regenwalddickicht ist der als gefährdet eingestufte Nangur Spiny Skink (Nangura spinosa) aus der Familie der Skinke beheimatet.